# مدرسه فرانسیس پارکر سن دیگو

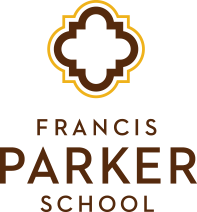
نشان‌وارهٔ مدرسه فرانسیس پارکر - ۲۰۱۷

مدرسه فرانسیس پارکر، که به سادگی به نام پارکر نیز شناخته می‌شود، یک مدرسه روزانه مستقل مقدماتی کالج در سن دیگو، کالیفرنیا است که به دانش‌آموزان از مهدکودک راهنمایی تا کلاس دوازدهم خدمت می‌کند. پارکر در سال ۱۹۱۲ توسط کلارا استرجز جانسون و ویلیام تمپلتون جانسون که خود به تازگی وارد ساحل غربی شده‌اند تأسیس شد. خواهرزاده‌های جانسون در مدرسه اصلی فرانسیس دبلیو پارکر در شیکاگو که یازده سال قبل تأسیس شده بود، شرکت کرده بودند و به دنبال بازسازی همان استانداردهای آموزشی مترقی در مؤسسه اصلی بودند.

## تاریخچه
مدرسه فرانسیس پارکر در طول تأسیس خود در سال ۱۹۱۲، به شدت تحت تأثیر کار سرهنگ فرانسیس ویلند پارکر، معلم، مدیر مدرسه، کهنه سرباز جنگ داخلی و پیشگام آموزش مترقی در ایالات متحده، هم از نظر نام و هم در فلسفه آموزشی قرار گرفت. پارکر که در اواسط قرن نوزدهم در نیوهمپشایر متولد شد، خود تحت تأثیر دیدگاه‌های آموزشی بسیاری از فیلسوفان عصر روشنگری، به‌ویژه دیدگاه‌های یوهان فردریش هربارت بود. بسیاری از ارزش‌ها و رویکردهای آموزشی او از طریق توسعه روش کوئینسی نشان داده می‌شود، که بر نظم و انضباط سفت و سخت و حفظ کردن تأکید نمی‌کرد و در عوض بر تفکر انتقادی، همکاری و رشد جامع دانش‌آموزان تمرکز می‌کرد. در سال ۱۹۰۱، مدرسه فرانسیس دبلیو پارکر در شیکاگو تحت دیدگاه‌های آموزشی لیبرال پارکر تأسیس شد. او در سال ۱۹۰۲ درگذشت، اما مدرسه به عنوان الگوی مدرسه فرانسیس دبلیو پارکر در سن دیگو بود.